# Burg Neuentierberg
Die Burg Neuentierberg ist eine in Urkunden belegte abgegangene Burganlage im Besitz der Herren von Tierberg im baden-württembergischen Zollernalbkreis.

## Geografische Lage
In der Urkunde wird der Kirchensatz in Lautlingen und Meßstetten genannt. Somit ist das Suchgebiet begrenzbar.

### Systematik der Burgnamen

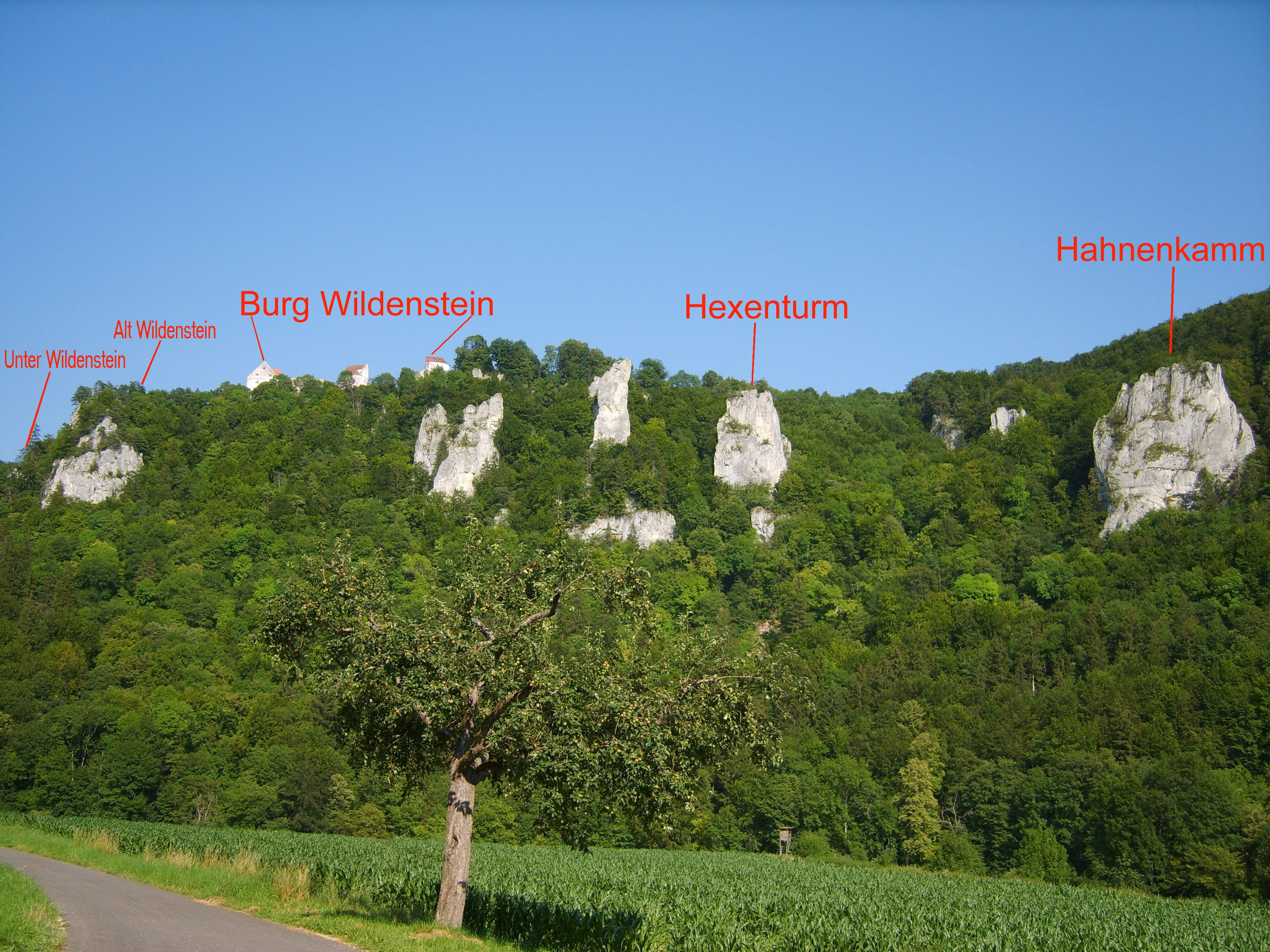
Donautal mit den Wildensteiner Burgen

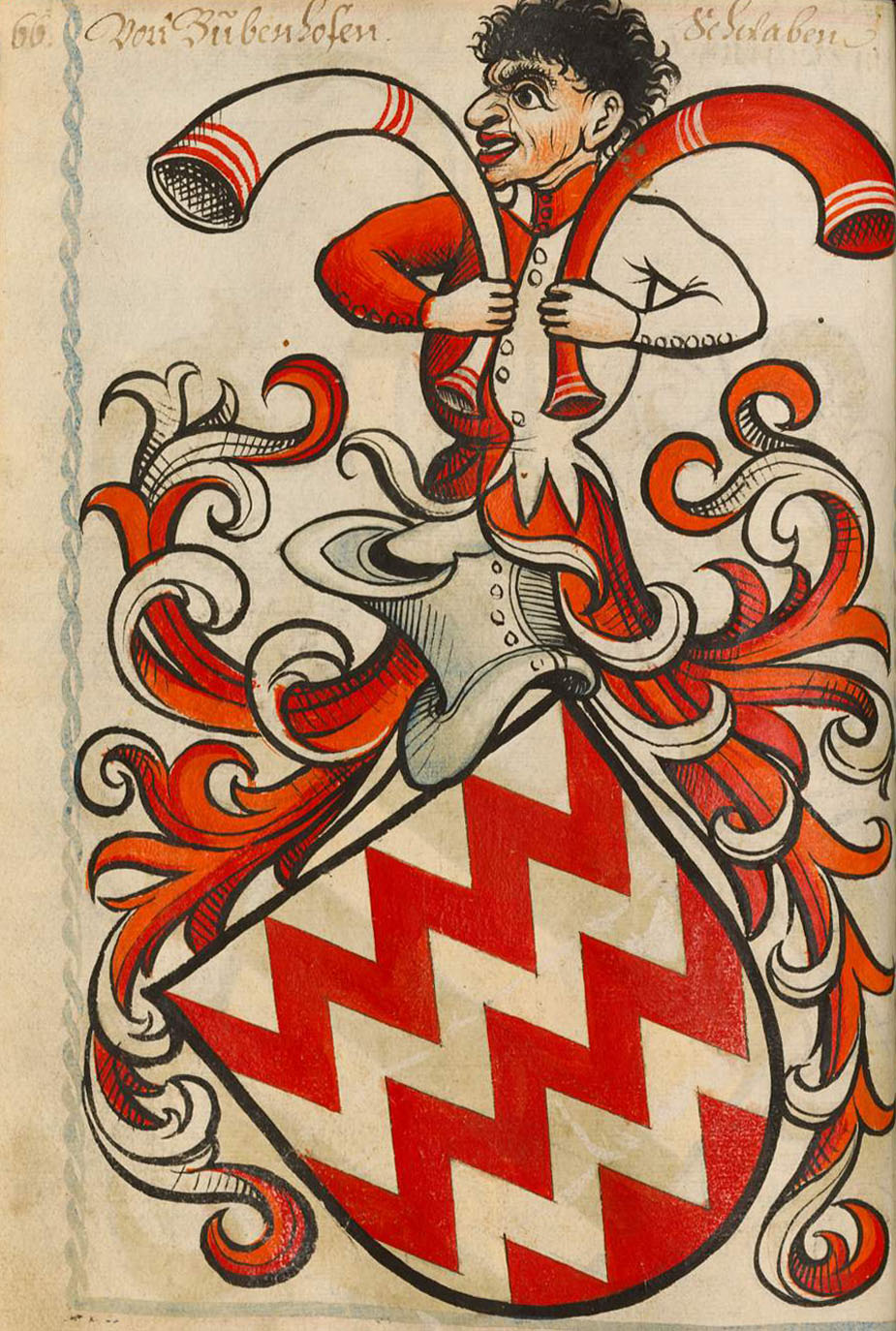
Wappen der Herren von Bubenhofen
Scheiblersches Wappenbuch von 1450

Wappen der Herren von Tierberg

Der Meßstetter Heimatforscher und Pädagoge Hermann Krauß geht davon aus, dass Meßstetter, Lautlinger und Margarethausener Burgen Tierberg genannt wurden und durch einen Namenszusatz von anderen Burgen unterschieden wurden. Die Bezeichnung Altentierberg ist bei geführten Wanderungen des Schwäbischen Albvereins, den Traufgängen der Stadt Albstadt in sämtlichen Kartenmaterialien heute in Verwendung. 1347 erwarb Ritter Heinrich von Tierberg von Graf Heinrich von Hohenberg auch die Ortsherrschaft und Oberhoheit in Meßstetten und Hossingen für den Preis von 600 Pfund Heller. Also könnte beispielsweise die Burg Meßstetten zum Neuen Tierberg am Bschorner Weg, Stein oder See genannt worden sein. Hermann Krauß orientiert sich damit an der Burg Wildenstein im Donautal mit mehreren kleineren Burgen in deren näherer Umgebung, den ehemaligen Burgen Altwildenstein, Unterwildenstein, Wildensteiner Burg Hexenturm und Wildensteiner Burg Hahnenkamm.
Die Burg Neuentierberg gehört zu einer Burgengruppe der Tierberger Herrschaft, die neben der Burg Hossingen aus den Burgen Wildentierberg, Burg Tieringen, mehreren Burgen in Meßstetten und der Stammburg Altentierberg besteht.
Die Lautlinger Heimatforscher Pfarrer Albert Pfeffer u.w. bis in die heutige Zeit gehen davon aus, dass die Tierberg ihre Burgen in Sichtweite erbauten. Die Neuentierberg war die neueste und größte der drei Burgen. Etliche Forscher verorten sie am Heersberg. s.u.

### Suchansätze
Lokale Akteure versuchten mit unterschiedlichen Ansätzen die in der Urkunde genannte Anlage zuzuordnen.
Wanderführer des Schwäbischen Albvereins bezogen auf geführten Wanderungen die Sage vom Schimmelreiter vom Weichenwang auf eine Burg Neuentierberg. Belege im wissenschaftlichen Sinn liegen nicht vor. Allerdings gelang es den Wanderführern, oft ausgebildete Pädagogen, bei Nachfragen Glaubwürdigkeit herzustellen. So wurde stets das Verhalten der Herren von Bubenhofen in dokumentierten vergleichbaren Fällen angeführt.
Einen Ansatz stellt eine Altersbestimmung dar. Über die Auswertung von Scherbenfunden wird versucht, Hinweise zum Alter der Burgställe zu erhalten. Die Zölle von Ebingen kennen zwei Gebiete: Vom Zoll waren die Bürger von Ebingen, Meßstetten Lautlingen und Margrethausen befreit. Die Einwohner zahlreicher weiterer Orte erkauften die Zollbefreiung.
Auch über Familiennamen wurde versucht die Wohnorte zur ermitteln. Musterungslisten und Lehen der Klosterfrauen in Margrethausen und ein Artikel in den Heimatklängen von 1907 können die nach einer Scheinehe im Schloss Oberhausen bei Tieringen 1711 vernichteten Urkunden von Tieringen nicht ersetzen.
1907 werden im Gemeindebrief Heimatklänge Namenslisten alteingesessener Familien aus dem Kirchbüchern des Jahres 1583 veröffentlicht. In Meßstetten sind alteingesessene Familien schon im Anfang in den Kirchenbüchern 1525, zum Teil noch früher genannt. Im Artikel wurden manchen Familiennamen Herkunftsorte zugewiesen.

#### Unerforschte Burgställe
Im Suchgebiet gibt es zahlreiche Burgställe, bei denen noch keine umfangreichen wissenschaftlichen Forschungen durchgeführt wurden.

#### Burg Hossingen
In einer Urkunde im Kloster Wald wird ein Laienbruder Burkart von Hossingen genannt.
Konrad Albert Koch geht in einem Artikel davon aus, dass es sich um Dienstmannen der Herren von Schalksburg-Hohenzollern und später derer von Tierberg handelt.
Eine alte Sage beichtet von einer heimlichen Liebschaft einer hübschen Tochter des Hossinger Burgherrn mit einem edlen Ritter von Tierberg. Belegt ist hingegen:Im Jahr 1442 verweigerte der Leutpriester vom Meßstetten mehreren Männer die Sakramente wegen Unzucht im Wiederholungsfall mit einer Magd Gera Trulgestin. Emil Schweizer band 1898 die bekannte Version dieser Sage in seinen Artikel aus den Balinger Bergen ein. Geht die Sage über den Schimmelreiter vom Weichenwang auf Ritter Kunz zurück? Eine vage Theorie besagt: Der edle Knecht Kunz erwirbt am 14. Juli 1327 von den Herren von Bubenhofen die Burg Hossingen, nachdem der Hossinger Burgherr in Schwierigkeiten geriet und an die reichen Herren von Bubenhofen verpfändete. Der Schimmelreiter soll Kunz von Tierberg gewesen sein. Er hat für seine Geliebte die elterliche Burg in Hossingen erworben.
Laut der Musterungsliste ab dem Jahre 1521 obliegt den Hossinger Milizsoldaten die Sicherung der Burg. Die Namen der berittenen Soldaten sind überliefert: Ulrich Eppler (Bewaffnung langer Spieß), Melchior Wizemann (Bewaffnung Hakenbüchse); Martin Eppler jun. (Bewaffnung Hakenbüchse), Martin Eppler sen. (Bewaffnung Spieß), Conrad Schweitzer (Bewaffnung Spieß), Jakob Schweitzer (Bewaffnung Hakenbüchse). Weitere Namen späterer Listen: Baltes Fraider Vogt (Bewaffnung Hellebarde), Hans Wizemann (Bewaffnung Handrohr), Jakob Fink, der Wachmann Kiefer (Bewaffnung langer Spieß), Balle Müller (Bewaffnung Hakenbüchse), Müller Michael, Martin Gurnern (Bewaffnung Hakenbüchse), Jörg Kiefer (Rüstung, Bewaffnung langer Spieß), Claus Eppler (Rüstung, Bewaffnung: langer Spieß), Conrad Fink, Braisch Johannes (Ersatz für Nikolaus Eppler), Hauser Nikolaus (Ersatz für Martin Kummer).

#### Burg Heersberg
In den 1920er Jahren hat Konrad Albert Koch auch auf dem Heersberg gegraben. Zur Burg auf dem Heersberg sind direkt weder Besitzer noch urkundliche Nachweise bekannt. Erbauungszeit in der ersten Hälfte des 13. Jahrhunderts, Abgang in der Mitte des 14. Jahrhunderts. Es wird hochgradig vermutet, dass es die 1327 von den Herren von Bubenhofen an Knecht Kuntz von Tierberg verkaufte Burg Neuentierberg handelt. Anhand der Urkunde im Staatsarchiv Sigmaringen (Dep. 38 T1 Nr. 1351) wissen wir, dass bereits die Großeltern des Hug von Bubenhofen diese Burg in Besitz hatten, wohl aber nicht selbst erbauten. Archäologisch hat Christoph Bizer aus Oberlenningen das Gelände Ende der 1980er Jahre anhand von Oberflächenfunden erkundet um die Erbauungs- und Bestandszeit zu ermitteln. Der Fund eines 38 kg schweren Schleudersteines lässt darauf schließen, dass die Burg durch eine Belagerung ihr Ende fand. Fritz Scheerer hält den Standort im Jahr 1984 für möglich.

#### Burg Vogelfels
Die Burg auf dem Vogelfels ist anhand von Oberflächenfunden (Mörtelfund 11. Jahrhundert) datierbar von der 2. Hälfte des 11. Jahrhunderts bis um den Beginn des 12. Jahrhunderts. Ihr folgte, nach mündlicher Mitteilung von W. Schübel, Rosenfeld, eine kleinere Burg direkt auf dem "Oberen Berg", quasi dem Gipfelstück des Tierberges. Sie dürfte das bisher fehlende Zwischenstück zur Burg Altentierberg sein. Womit diese zeitliche Lücke nun geschlossen ist. Die komplette Erforschung der Burg "Oberer Berg" steht noch aus. Bekannt ist aber auch, dass seit keltischer Zeit etwa 4 ha große Felder und später Zelgen eingemauert und bewacht wurden.
Im Meßstetten wurde eine solche Mauer vom Albverein wieder hergerichtet. Schutzmauer für das Ackerland bei der ehemaligen Hülbe unterhalb des Kählesbühls (48° 10′ 29,81″ N, 8° 58′ 26,15″ O).

#### Burg Wildentierberg
Jens Florian Ebert hält eine Beschreibung des Burgzustands/Alters der letzten Renovierung für möglich.
Gemeint war möglicherweise ein Merkmal, also eine kürzlich renovierte, erstellt oder erweiterte Burg. Es wär auch möglich, dass mit "Neuen-Tierberg" der Wilden-Tierberg auf dem Ochsenberg gemeint war.

#### Burg Meßstetten
Sie ist eine abgegangene Burg unbekannten Namens auf dem Schloßberg im Südosten. Vor dem Zitterboch und dem Feldboch liegt im Truppenübungsplatz der Schloßberg.  Heute befindet sich auf dem Kählesbühl ein weithin sichtbarer Sendeturm. Sie war vermutlich Sitz eines Zweigs der Herren von Tierberg und Herrschaftsmittelpunkt. Sie war Teil der Scherragrafschaft, später der Grafschaft Hohenberg. 1347 wurde sie an die Herren von Tierberg verkauft, die eine kleine Herrschaft mit Meßstetten, Hossingen und Tieringen bildeten. Der Ritter Heinrich von Tierberg hatte sehr wahrscheinlich seinen Besitz in Haiterbach verkauft und dafür seine neue Herrschaft erworben, deren Mittelpunkt in heutigen Truppenübungsplatz Heuberg lag. Laut der Musterungsliste, ab dem Jahre 1521 erhalten, obliegt den Meßstetter Milizsoldaten die Sicherung der Burg auf dem Schlossberg, zugleich Sperrwerk des Bschorner Weges. Die Namen der Soldaten sind überliefert: Hans Bartlin, Ludwig Bechthold, Caspar Bechthold, Hans Bippeler, Auberlin Blocker, Balle Bucher, Andreas Decker, Caspar Decker, Batt Decker, Lentzin Decker, Andreas Dentzel, Gallin von (Gersten) Eck(hern), Melchior Freyder, Bastian Freyder (Nebenform: Fraider), Thomann Fritz, Stefan Jörg (sen), Stefan Jörg (jun), Lorentz Kiesinger, Knall Hans, Blein Heinzelmann, Jakob Hirt, Lenhart Hirt, Hans Kästle, Stefan Kästle, Auberlin Kienle, Adam Kienle (sen), Adam Kienle (jun), Auberlin Klockner, der Landöß, Stefan Löffler (nach Gerichtsverhandlung ausgeschieden) der Mutschlenhans, Gorius Müller, Ulrich Narr (heute auch: Barr), Ballus Pfeifer, Jakob Pfeifer, Gallin Ruß, Baltus Taler, Martin Vischer (heute: Fischer), Oswald Villing, Hans Villing, Auberlin Wolfer, Bernhart Weiß, Jakob Weber, der Weber, Bartlin Weidentaler, Peter Weidentaler, der Wurtzer. Hans Löffler wird, nachdem sein Bruder Stefan einen Forstknecht erschossen hatte, das Tragen der Wehr verboten.
Alte Karten mit den Zelgen der Dreifelderwirtschaft nennen den Burgstall Schlössle ohne weiteren Namenszusatz. Während einer Schiesspause 2013 sichtete eine Gruppe unter Aufsicht nicht von Munition belastete Flächen auf dem Kählesbühl. Der Heimat- und Geschichtsverein Meßstetten konnte dabei alte Weidegrenzen der Zelgen der Burg bestimmen. Das Gebiet rings um den Eintrag Schlossberg in der historischen Karte konnte 2013 nicht gesichtet werden.
Ein detaillierter Stammbaum der Herren von Tierberg mit Wohnort(en), dessen Erstellung durch gleichlautende Vornamen erschwert ist, wäre ein weiterer Ansatz.

## Geschichte
Bis 1327 befindet sich die Burg und der Hof im Besitz der Familie von Bubenhofen. 1327 erwirbt Kunz (Vater: Konrad von der Altentierberg) die Burg Neuentierberg mit allem Zubehör bei dem Hof, aber ohne den Kirchensatz zu Lautlingen, ohne Meßstetten (Stetten) und etliche Leibeigene.
Seit 1216 ist das Adelsgeschlecht der Herren von Tierberg in Lautlingen nachweisbar. Deren Familien gründen im Umfeld die Burgen Altentierberg, Wildentierberg, Neuerntierberg (Heersberg?) und vermutlich die Burg auf dem Vogelfels. Hier ist der Kauf der Burg Neuentierberg mit dem Wort gründen umschrieben.

## Kirchliche Mittelpunkte
Eine bedeutende Kirche ist in jener Zeit St. Lamprecht in Meßstetten. Drei Altäre „Unser Frauen Altar“, „St. Katharinen Altar“ und „St. Michaels Altar“ verfügen über umfangreichen Pfründen. Vier Messpriester, der Pfarrer und die Kapläne bilden das Stift. Die St. Lamprechts-Kirche in Meßstetten wird von Tierbergern unterstützt.
1360 wird von Tierbergern eine Jahrzeit in St. Lamprecht gestiftet. Gräber von Tierbergern befinden sich in der Kirche St. Lamprecht. Hermann Krauß ging davon aus, dass der Herrschaftsmittelpunkt im näheren Umfeld der Grablege (48° 10′ 50,91″ N, 8° 57′ 43,61″ O) zu suchen ist. 2016 wurde beim Einbau einer Warmluftheizung Gräber im Kirchenraum der Lamprechtskirche gefunden und dokumentiert.

### Historischer Verkehrsweg am Siebenkreuzelsfels
Eine alte Sage berichtet: Früh vor Tag kam einst eine Familie aus Stetten am kalten Markt angefahren. Ross und Wagen samt allen Insassen stürzten in die Tiefe. Vater und Mutter mit allem fünf Kindern fanden also ihren jähen Tod. Zur Erinnerung wurden in die Felswand hinter dem Steilabsturz sieben Kreuzlein eingegraben. Der Fels heißt bis heute Siebenkreuzlesfels (48° 12′ 13,9″ N, 9° 1′ 12,52″ O).
Der historische Verkehrsweg Siebenkreuzlesweg ist im Bereich der zweiten Haarnadelkurve im Originalzustand erhalten. Er war zur Zeit der Burg Neuentierberg Albaufstieg im Suchgebiet. Seitdem beim Ebinger Kreuz eine römische Siedlung entdeckt wurde, wird ein römischer Ursprung der Rinnen nicht mehr ausgeschlossen.
Albguide Helmut Meng vermutet einen von den in der Gegend Wüstgläubigen genannten Reformatoren zerstörten Stationenweg auf dem Weg der Toten der Kirchspielgemeinden Heinstetten und Hossingen zum Ebinger Friedhof.  Stationenwege mit sieben Stationen sind durchaus üblich. Ein Abzweig führt in einer Kurve zu einer Sandgrube.
In diesem Abzweig wurden 2016 weitere Ausgrabungen vorgenommen. Gefunden wurde eine Doppelspur mit 1,05 Metern Spurweite. Was wurde hier transportiert? Diente die zweite Spur mit einer Umlenkrolle als Gegengewicht?
Die Ortsgruppe Ebingen des Schwäbischen Albvereins führt derzeit wissenschaftliche Forschungsarbeiten durch. Es wurden Spurbreiten gemessen.

## Heutige Nutzung
In den letzten Jahren wurde versucht das Gelände museal aufzubereiten. Um Halbtagstouristen ein attraktives Ziel zu bieten, wurden 40 Touren im Programmheft mit den Albguides unterwegs 2016 ausgearbeitet. Im Naturpark Obere Donau wird an Wochenenden ein vertaktetes Angebot im Schienenverkehr auf allen Strecken gefahren. Albguides, ausgebildete Natur- und Landschaftsführer des NABUs haben eine dreistündige Tour vom Mahlesfelsen 19, Albstadt Ebingen aus in ihr Angebot aufgenommen. Auf Seite 23 im Heft: Mit den Albguides unterwegs 2016-Entdeckungen auf der Zollernalb die Tour Nr. 16 Die Geschichte einer Wegspur beschrieben.
Forschungsarbeiten wurden von der Stadt Meßstetten in Tübingen in Auftrag gegeben.